# توني كاتس
توني كاتس (بالإنجليزية: Tony Katz)‏ هو مقدم برامج إذاعية أمريكي، ولد في 1972 في بلدة ميدلتاون (نيو جيرسي) ‏ في الولايات المتحدة.

## وصلات خارجية
- الموقع الرسمي